# بردلی (آرکانزاس)
بردلی (آرکانزاس) (به انگلیسی: Bradley, Arkansas) یک شهر در ایالات متحده آمریکا با جمعیت ۵۶۳ نفر است که در آرکانزاس واقع شده‌است.

## موقعیت جغرافیایی
موقعیت جغرافیایی شهرها و مناطق اطراف به شرح زیر است: